# Badminton na letních olympijských hrách
Badminton byl zařazen na program letních olympijských her v roce 1992. Ještě před tím se dvakrát představil jako ukázkový sport, a to na letních olympijských hrách 1972 a na letních olympijských hrách 1988.

## Přehled soutěží
V roce 1992 byly na programu olympijských her 4 disciplíny, v nichž bylo rozdáno celkem 16 medailí. Poražení semifinalisté nehráli zápas o třetí místo, ale každý získal bronzovou medaili. V roce 1996 přibyl na program her ještě turnaj v mixu (smíšené páry).
• oficiální soutěž, (u) ukázková soutěž, (e) exhibice.
| Soutěž                    | Soutěž                    | 96 | 00 | 04 | 08 | 12 | 20 | 24 | 28 | 32 | 36 | 48 | 52 | 56 | 60 | 64 | 68 | 72  | 76 | 80 | 84 | 88  | 92 | 96 | 00 | 04 | 08 | 12 | 16 | 20 | Celkem |
| ------------------------- | ------------------------- | -- | -- | -- | -- | -- | -- | -- | -- | -- | -- | -- | -- | -- | -- | -- | -- | --- | -- | -- | -- | --- | -- | -- | -- | -- | -- | -- | -- | -- | ------ |
| muži                      | dvouhra                   |    |    |    |    |    |    |    |    |    |    |    |    |    |    |    |    | (u) |    |    |    | (e) | •  | •  | •  | •  | •  | •  | •  | •  | 8      |
| muži                      | čtyřhra                   |    |    |    |    |    |    |    |    |    |    |    |    |    |    |    |    | (u) |    |    |    | (e) | •  | •  | •  | •  | •  | •  | •  | •  | 8      |
| ženy                      | dvouhra                   |    |    |    |    |    |    |    |    |    |    |    |    |    |    |    |    | (u) |    |    |    | (e) | •  | •  | •  | •  | •  | •  | •  | •  | 8      |
| ženy                      | čtyřhra                   |    |    |    |    |    |    |    |    |    |    |    |    |    |    |    |    |     |    |    |    | (e) | •  | •  | •  | •  | •  | •  | •  | •  | 8      |
| smíšené                   | smíšená čtyřhra           |    |    |    |    |    |    |    |    |    |    |    |    |    |    |    |    | (u) |    |    |    | (e) |    | •  | •  | •  | •  | •  | •  | •  | 7      |
|                           |                           |    |    |    |    |    |    |    |    |    |    |    |    |    |    |    |    |     |    |    |    |     |    |    |    |    |    |    |    |    |        |
| Počet oficiálních soutěží | Počet oficiálních soutěží |    |    |    |    |    |    |    |    |    |    |    |    |    |    |    |    | 0   |    |    |    | 0   | 4  | 5  | 5  | 5  | 5  | 5  | 5  | 5  | 39     |

## Čeští a českoslovenští badmintonisté na olympijských hrách
- LOH 1992 • Tomasz Mendrek, Eva Lacinová
- LOH 1996 • bez zastoupení
- LOH 2000 • bez zastoupení
- LOH 2004 • bez zastoupení
- LOH 2008 • Petr Koukal, Kristína Ludíková
- LOH 2012 • Petr Koukal, Kristína Gavnholtová
- LOH 2016 • Petr Koukal, Kristína Gavnholtová
- LOH 2020 • bez zastoupení
- LOH 2024 • Jan Louda, Ondřej Král, Adam Mendrek, Tereza Švábíková

## Počty medailí podle roků
| Národnost      | 76–88 | 1992 | 1996 | 2000 | 2004 | 2008 | 2012 | 2016 | 2020 | 2024 | Celkem |
| -------------- | ----- | ---- | ---- | ---- | ---- | ---- | ---- | ---- | ---- | ---- | ------ |
| Čína           |       | 5    | 4    | 8    | 5    | 8    | 8    | 3    | 6    | 5    | 52     |
| Indonésie      |       | 5    | 4    | 3    | 3    | 3    | –    | 1    | 2    | 1    | 22     |
| Jižní Korea    |       | 4    | 4    | 2    | 4    | 3    | 1    | 1    | 1    | 2    | 22     |
| Dánsko         |       | 1    | 1    | 1    | 1    | –    | 2    | 2    | 1    | 1    | 10     |
| Malajsie       |       | 1    | 2    | –    | –    | 1    | 1    | 3    | 1    | 2    | 11     |
| Velká Británie |       | –    | –    | 1    | 1    | –    | –    | 1    | –    | –    | 3      |
| Japonsko       |       | –    | –    | –    | –    | –    | 1    | 2    | 1    | 2    | 6      |
| Indie          |       | –    | –    | –    | –    | –    | 1    | 1    | 1    | 0    | 3      |
| Nizozemsko     |       | –    | –    | –    | 1    | –    | –    | –    | –    | –    | 1      |
| Rusko          |       | –    | –    | –    | –    | –    | 1    | –    | –    | –    | 1      |
| Španělsko      |       | –    | –    | –    | –    | –    | –    | 1    | –    | –    | 1      |

## Medailové pořadí zemí
| Pořadí | Stát           | Zlato | Stříbro | Bronz | Celkem |
| ------ | -------------- | ----- | ------- | ----- | ------ |
| 1.     | Čína           | 18    | 8       | 15    | 41     |
| 2.     | Indonésie      | 7     | 6       | 6     | 19     |
| 3.     | Jižní Korea    | 6     | 7       | 6     | 19     |
| 4.     | Dánsko         | 1     | 3       | 4     | 8      |
| 5.     | Japonsko       | 1     | 1       | 1     | 3      |
| 6.     | Španělsko      | 1     | 0       | 0     | 1      |
| 7.     | Malajsie       | 0     | 6       | 2     | 8      |
| 8.     | Velká Británie | 0     | 1       | 2     | 3      |
| 9.     | Indie          | 0     | 1       | 1     | 2      |
| 10.    | Nizozemsko     | 0     | 0       | 1     | 1      |
| 11.    | Rusko          | 0     | 0       | 1     | 1      |